# Poederbrief
Een poederbrief is een brief die mogelijk biologische ziekteverwekkers of gifstoffen bevat. De term poederbrief komt af en toe in het nieuws, omdat mensen met behulp van zo'n poederbrief hun onvrede willen tonen aan belangrijke personen. Wanneer een poederbrief wordt geopend, komt er een stof vrij die door middel van aanraking of inademing voor infectie en mogelijk de dood kan zorgen. In 2023 werd een vrouw veroordeeld voor het sturen van een brief met zelfgewonnen ricine.

## Procedure
Wanneer het risico bestaat dat men te maken heeft met een poederbrief, wordt aangeraden de brief niet te openen maar te laten liggen. Het afdekken van de brief met folie minimaliseert besmetting. Alle ramen en deuren moeten dicht om verspreiding door de lucht te voorkomen. Daarna moet men contact opnemen met de politie. Die zal onderzoek verrichten naar personen die de brief nog meer hebben aangeraakt en zal proberen de daders op te sporen.

## Miltvuur
In oktober en november 2001 werd in de Verenigde Staten een aantal brieven met miltvuursporen aan personen en instanties gestuurd, die bij het openmaken vrijkwamen. Dit leidde tot 22 besmettingen die 5 slachtoffers eisten. De daders zijn onbekend gebleven.

## Nepbrieven
In Europa zijn nog nooit poederbrieven met sporen van miltvuur aangetroffen. Het grootste deel van de poederbrieven bevat geen ziekteverwekkers, maar meel, stijfsel, waspoeder of andere poederachtige substanties. Hierdoor wordt paniek gezaaid, wat meestal ook de bedoeling is van de afzender.
Ook al is de kans op een echte poederbrief klein, men dient altijd contact met de politie op te nemen, aangezien men met miltvuur geen enkel risico mag nemen.

## Wetgeving

### België
De Wet van 4 april 2003 (BS 5 mei 2003) voerde artikel 328bis in in het Strafwetboek. Dat artikel luidt:

Hij die op om het even welke wijze stoffen verspreidt die, zonder op zichzelf gevaar in te houden, de indruk geven gevaarlijk te zijn en waarvan hij weet of moet weten dat hierdoor ernstige gevoelens van vrees kunnen worden teweeg gebracht voor een aanslag op personen of op eigendommen, waarop gevangenisstraf van ten minste twee jaar is gesteld, wordt gestraft met een gevangenisstraf van drie maanden tot twee jaar en met geldboete van vijftig euro tot driehonderd euro.

Niet enkel het versturen van echte, maar dus ook van valse poederbrieven wordt strafbaar gesteld.
De voorgeschreven geldboete moet worden vermenigvuldigd met de opdecimes.